# Lamine Koné
Lamine Koné (ur. 1 lutego 1989 w Paryżu) – iworyjski piłkarz francuskiego pochodzenia występujący na pozycji obrońcy w angielskim klubie Sunderland oraz w reprezentacji Wybrzeża Kości Słoniowej. Wychowanek LB Châteauroux, w swojej karierze grał także w FC Lorient. Były młodzieżowy reprezentant Francji.

## Statystyki kariery
(aktualne na dzień 17 maja 2017)
| Klub               | Sezon              | Liga               | Liga  | Liga   | Puchar kraju | Puchar kraju | Puchar ligi | Puchar ligi | Europa | Europa | Suma  | Suma   |
| Klub               | Sezon              | Liga               | Mecze | Bramki | Mecze        | Bramki       | Mecze       | Bramki      | Mecze  | Bramki | Mecze | Bramki |
| ------------------ | ------------------ | ------------------ | ----- | ------ | ------------ | ------------ | ----------- | ----------- | ------ | ------ | ----- | ------ |
| LB Châteauroux     | 2006/07            | Ligue 2            | 5     | 0      | 0            | 0            | 0           | 0           | –      | –      | 5     | 0      |
| LB Châteauroux     | 2007/08            | Ligue 2            | 16    | 0      | 0            | 0            | 0           | 0           | –      | –      | 16    | 0      |
| LB Châteauroux     | 2008/09            | Ligue 2            | 27    | 1      | 0            | 0            | 3           | 0           | –      | –      | 30    | 1      |
| LB Châteauroux     | 2009/10            | Ligue 2            | 26    | 3      | 0            | 0            | 1           | 0           | –      | –      | 27    | 3      |
| FC Lorient         | 2010/11            | Ligue 1            | 7     | 1      | 2            | 0            | 0           | 0           | –      | –      | 9     | 1      |
| FC Lorient         | 2011/12            | Ligue 1            | 21    | 1      | 1            | 0            | 4           | 0           | –      | –      | 26    | 1      |
| FC Lorient         | 2012/13            | Ligue 1            | 32    | 3      | 1            | 0            | 1           | 0           | –      | –      | 34    | 3      |
| FC Lorient         | 2013/14            | Ligue 1            | 18    | 1      | 0            | 0            | 1           | 0           | –      | –      | 19    | 1      |
| FC Lorient         | 2014/15            | Ligue 1            | 30    | 1      | 0            | 0            | 1           | 0           | –      | –      | 31    | 1      |
| FC Lorient         | 2015/16            | Ligue 1            | 18    | 0      | 1            | 0            | 1           | 0           | –      | –      | 20    | 0      |
| Sunderland         | 2015/16            | Premier League     | 15    | 2      | 0            | 0            | 0           | 0           | –      | –      | 15    | 2      |
| Sunderland         | 2015/16            | Premier League     | 30    | 1      | 0            | 0            | 1           | 0           | –      | –      | 31    | 1      |
| Ogólnie w karierze | Ogólnie w karierze | Ogólnie w karierze | 245   | 14     | 5            | 0            | 13          | 0           | 0      | 0      | 263   | 14     |